# Noord-Nederlands voetbalelftal (mannen)
Het Noord-Nederlands voetbalelftal, ook wel het Noordelijk voetbalelftal genoemd, is een team van voetballers dat vanaf 1908 het noordelijke district van de Nederlandse voetbalbond (KNVB) vertegenwoordigt in regionale en internationale wedstrijden. Het Noordelijk elftal is samengesteld uit de beste voetballers van Groningen, Friesland en Drenthe. Vanaf 1960 betreft het uitsluitend amateurvoetballers. In 2003 nam het elftal deel aan de UEFA-Regiobeker.

## Historie
Voorafgaand aan 1908 werd er incidenteel een noordelijk elftal samengesteld maar met de instelling door de NVB van de noordelijk elftalcommissie (NEC) kreeg het elftal een officiële status. De districten West, Oost en Zuid waren het noorden hier reeds in voorgegaan. De NEC werd opgericht ten behoeve van de organisatie van een wedstrijd van het noorden tegen het zuiden. Beide districten kwamen over het algemeen weinig in contact met voetbal buiten de eigen regio en een dergelijke wedstrijd werd gezien als ideaal middel ter verbetering van het spelpeil. De eerste NEC bestond uit voorzitter P.A. de Haan, secretaris G. Dommering en J.M.H. van 't Oever.
De spelers voor het noordelijk elftal werden gekozen uit de beste voetballers van Groningen, Friesland en Drenthe. Het toch reeds bescheiden programma werd door de uitbraak van de Eerste Wereldoorlog en de daaropvolgende mobilisatie nog verder ingekrompen. De middelen waren dermate beperkt dat de NVB niet langer in staat was financieel bij te dragen aan de organisatie van de Noord-Zuid reeks. Be Quick en Forward hebben daarop voor eigen rekening en risico op 26 maart 1916 en 26 mei 1918 Noord-Zuid georganiseerd en PSV organiseerde onder dezelfde condities op 6 mei 1917 de wedstrijd Zuid-Noord. Een bewijs van de grote prijs die er op deze wedstrijd werd gesteld.
De NEC had geen gemakkelijke taak. De medewerking van verenigingen, spelers en de (K)NVB liet vooral in het begin regelmatig te wensen over. Zo kwam het meer dan eens voor dat er alsnog competitiewedstrijden werden vastgesteld op dagen waarop de NEC een oefenwedstrijd had vastgesteld. Het kwam dan ook voor dat het noordelijk elftal in een seizoen slechts een keer in het veld kwam. Vanaf eind jaren '20 kwam er verbetering in de toestand en werden er gemiddeld vier à vijf wedstrijden per jaar afgewerkt. Tijdens en na de Tweede Wereldoorlog kwam het noordelijk elftal ook regelmatig in het veld.
Na de Tweede Wereldoorlog was er echter een verschuiving zichtbaar naar stedelijke en provinciale vertegenwoordigende elftallen. Hierdoor kwam het programma van het noordelijk elftal in het gedrang. In 52/53 werd er zelfs geen enkele wedstrijd gespeeld. In 53/54 kwam er echter weer een opleving en werden er vijf wedstrijden afgewerkt. De tegenstanders waren onder andere Leeds United, Denemarken B en Noord-Duitsland. Dat het ook dit jaar soms een moeizame affaire was om een noordelijk elftal samen te stellen blijkt uit de uiteindelijk afgelaste wedstrijd op 15 november 1953 tegen het oostelijk elftal. Be Quick en Velocitas hadden die dag competitieverplichtingen en konden derhalve geen spelers leveren. Heerenveen had na de bekendmaking van het noordelijk elftal een oefenwedstrijd tegen Oosterparkers georganiseerd waardoor de oorspronkelijk gekozen Abe Lenstra en reservekeeper Tiemen Veenstra niet meer mee konden doen. Bij GVAV bleken Jan Jeltema, Klaas Buist en Cor Hoekstra geblesseerd te zijn, hoewel ze een week eerder en een week later wel konden voetballen in de competitie.
De heropleving werd in de kiem gesmoord door de invoering van het betaalde voetbal in 1954. Door de grotere competities die dat met zich meebracht bleef er steeds minder ruimte vrij op de kalender voor regionaal vertegenwoordigend voetbal. Daarbij hadden de verenigingen weinig trek hun nu duurbetaalde spelers voor niets af te staan met daarbij nog het risico op blessures. Op 20 april 1960 werd in het Oosterpark te Groningen voor de laatste maal aangetreden tegen Noord Duitsland. Verhagen van Leeuwarden scoorde in de 27e minuut de 3-0, het allerlaatste doelpunt in de geschiedenis van het noordelijk elftal. Drie minuten voor het einde scoorde Uwe Seeler de gelijkmaker: 3-3. Zo kwam er een einde aan een langjarige traditie.
Vanaf 1960 werd het Noordelijk elftal gevormd door amateurspelers uit de hoogste amateurklassen van Groningen, Friesland en Drenthe. Op 5 september 1978 speelde Noord-Nederland voor het laatst tegen Noord-Duitsland in Bremen. Deze wedstrijd was slecht voorbereid van Noord-Nederlandse zijde, waardoor de KNVB besloot te stoppen met deze selectie.
In 2003 nam het elftal zonder succes deel aan de UEFA-Regiobeker.
Vanaf juni 2019 werd Ron Jans bondscoach van het Noord-Nederlands elftal. Hij debuteerde op 15 juni in de semi-interland tegen Noord-Duitsland. Op De Oude Meerdijk in Emmen kwam Noord-Duitsland op 0-2 voorsprong, maar na twee doelpunten van Jerman Wobbes en een treffer van Anjo Willems leken de Noordelingen de wedstrijd te winnen. Noord-Duitsland kwam echter in de laatste minuten op gelijke hoogte en wisten na een succesvolle strafschoppenserie de wedstrijd met 4-3 te winnen.

## Wedstrijden op nationaal niveau
In eerste instantie bleef het programma voornamelijk beperkt tot wedstrijden tegen de vertegenwoordigende elftallen van de overige districten: zuid, oost en west. Vooral het zuidelijk elftal was gedurende de eerste jaren een regelmatige tegenstander. Later volgden ook wedstrijden tegen andere combinaties: stedelijke elftallen zoals het Haags elftal en het Utrechts elftal, provinciale elftallen en ook verenigingen. Deze wedstrijden vonden vaak plaats voorafgaande aan interlands van het Nederlands elftal. Na de wedstrijd werd dan afgereisd naar het stadion waar oranje aan moest treden.

## Districtswedstrijden
In de door de (K)NVB vanaf 1910 onregelmatig georganiseerde districtswedstrijden was het noordelijk elftal drie maal succesvol. In 1920 te Leeuwarden, in 1921 te Heerlen en in 1934 te 's-Hertogenbosch. Respectievelijk werden in de finales verslagen de elftallen van Oost, West en Zuid.
Op de districtswedstrijden van eind april 1920 te Leeuwarden maakte Nederland voor het eerst kennis met de groeiende kracht van het voetbal in het noorden. Tot dan toe werd het voetbal in die contreien niet voor vol aangezien. Een onder andere uit negen spelers van Be Quick bestaande ploeg won tot grote verrassing van voetballend Nederland overtuigend de districtswedstrijden. Anderhalve maand later was Be Quick de eerste landskampioen uit het noorden. Ook in 1921 bestond het zegevierende noordelijk elftal voornamelijk uit Be Quickers.

## Semi-interlands
Op 4 mei 1913 vond de eerste semi-interland plaats tegen het vertegenwoordigende elftal van Noord-Duitsland. Jarenlang was deze wedstrijd het absolute hoogtepunt van het noordelijke voetbalseizoen. Met onderbrekingen gedurende de Eerste Wereldoorlog en de Tweede Wereldoorlog duurde de serie tot en met 1960. Op 20 april van dat jaar vond de 28e en tevens allerlaatste semi-interland tegen de Noord-Duitsers plaats. Tussen 1948 en 1954 was ook nog vier keer aangetreden tegen Denemarken-B.

## Bijzonderheden
Op 6 november 1938 speelde Abe Lenstra te Groningen voor de tweede keer mee tegen Noord-Duitsland. Deze wedstrijd betekende zijn doorbraak bij het grote publiek. Het Noordelijk elftal won met 4-2 en de jeugdige Abe nam alle doelpunten voor zijn rekening.
De wedstrijden van het noordelijk elftal werden vaak gespeeld op dagen dat ook het Nederlands elftal interlands of proefwedstrijden moest spelen. In het, zeldzame, geval dat er een speler uit het noorden daarvoor werd uitgenodigd kon deze dan ook niet meedoen met het noordelijk elftal. Vooral Otto Bonsema heeft hierdoor verscheidene wedstrijden gemist.
In 15 juni 2019 speelde Gibril Sankoh als amateurspeler van ACV een semi-interland tegen Noord-Duitsland, nadat hij eerder internationale wedstrijden speelde voor Sierra Leone.

## Gespeelde wedstrijden
| Nr.       | Datum            | Locatie                                | Thuisploeg        | Uitploeg              | Uitslag    | Doelpunten                                         | Bijzonderheden                                                     |
| --------- | ---------------- | -------------------------------------- | ----------------- | --------------------- | ---------- | -------------------------------------------------- | ------------------------------------------------------------------ |
| 1929-1930 |                  |                                        |                   |                       |            |                                                    |                                                                    |
| .         | 26 december 1929 | Amsterdam, Olympisch Stadion           | Ajax              | Noord                 | 7-2        | Nijboer, Van Delden                                | -                                                                  |
| .         | 16 maart 1930    | Groningen, terrein Be Quick            | Noord             | Oost                  | 4-5        | Woltjes jr. 2, Bonsema 2                           | Districtswedstrijden                                               |
| .         | 16 maart 1930    | Groningen, terrein Be Quick            | Noord             | Zuid                  | 7-2        | Nijboer, Bonsema 3, Woltjes jr., B.Dekker, Meulema | Districtswedstrijden                                               |
| .         | 15 juni 1930     | Hamburg, terrein Victoria Hamburg      | Noord-Duitsland   | Noord                 | 5-1        | Woltjes jr.                                        | 15e semi-interland                                                 |
| 1930-1931 |                  |                                        |                   |                       |            |                                                    |                                                                    |
| .         | 16 november 1930 | Groningen, terrein Be Quick            | Noord             | Oost                  | 3-6        | Bonsema, Woltjes jr., Steenbergen                  | -                                                                  |
| .         | 4 maart 1931     | Huizum, terrein Friesland              | Fries XI          | Noord                 | 1-6        | Nijboer 3, Bonsema 2, e.d.                         | 1e lichtwedstrijd in het noorden                                   |
| .         | 26 april 1930    | Sneek, terrein Sneek                   | Noord             | Heracles              | 3-3        | Woltjes jr., Prins 2                               | -                                                                  |
| .         | 3 mei 1931       | Assen, terrein Achilles                | Noord             | Noord-Duitsland       | 0-2        | -                                                  | 16e semi-interland                                                 |
| .         | 25 mei 1931      | Groningen, terrein Be Quick            | Noord             | Wycombe Wanderers     | 4-6        | Prins, B.Dekker, Van Staveren 2                    | -                                                                  |
| 1931-1932 |                  |                                        |                   |                       |            |                                                    |                                                                    |
| .         | 15 november 1931 | Groningen, terrein Be Quick            | Noord             | Noord Hollands XI     | 4-4        | Bonsema 3, Nijboer                                 | -                                                                  |
| .         | 26 december 1931 | Utrecht, terrein Hercules              | Utrechts XI       | Noord                 | 4-2        | Bonsema, Meulema                                   | kersttournee                                                       |
| .         | 27 december 1931 | Den Helder, terrein HRC                | Noord Hollands XI | Noord                 | 2-2        | Meulema 2                                          | kersttournee                                                       |
| .         | 24 april 1932    | Leeuwarden, terrein Leeuwarden         | Noord             | West                  | 3-5        | Snijders 2, Meulema                                |                                                                    |
| .         | 8 mei 1932       | Hannover, terrein Hannover 96          | Noord-Duitsland   | Noord                 | 2-0        | -                                                  | 17e semi-interland                                                 |
| 1932-1933 |                  |                                        |                   |                       |            |                                                    |                                                                    |
| .         | 4 december 1932  | Alkmaar, terrein Alcmaria Victrix      | West              | Noord                 | 4-4        | Van der Velde 2, Meulema, Woltjes jr               | -                                                                  |
| .         | 9 april 1933     | Leeuwarden, terrein Frisia             | Noord             | RCH                   | 5-1        | Meulema 2, Van der Velde, Blom, Blijham sr.        | -                                                                  |
| .         | 6 mei 1933       | Groningen, terrein Be Quick            | Noord             | D.F.C.                | 2-2        | Scheepstra, Woltjes jr.                            |                                                                    |
| .         | 14 mei 1933      | Leeuwarden, terrein Frisia             | Noord             | Noord-Duitsland       | 2-1        | Bonsema 2                                          | 18e semi-interland                                                 |
| 1933-1934 |                  |                                        |                   |                       |            |                                                    |                                                                    |
| .         | 15 november 1933 | Deventer, terrein Go Ahead             | Oost              | Noord                 | 1-6        | Mulder 3, Blijham sr. 2, Blom                      | -                                                                  |
| .         | 19 november 1933 | Veendam, terrein Veendam               | Noord             | Oost                  | 1-1        | Blijham sr.                                        | -                                                                  |
| .         | 18 februari 1934 | Den Bosch, terrein BVV                 | Oost              | Noord                 | 1-1        | Kuipers                                            | Districtswedstrijden, Noord w.n.s.                                 |
| .         | 18 februari 1934 | Den Bosch, terrein BVV                 | Zuid              | Noord                 | 1-3        | Bonsema, Kuipers 2                                 | Districtswedstrijden, Finale                                       |
| .         | 11 maart 1934    | Den Haag, terrein VUC                  | Haags XI          | Noord                 | 4-3        | Meulema, Woltjes jr., Kuipers                      | -                                                                  |
| .         | 7 april 1934     | Amsterdam, terrein AFC                 | Amsterdams XI     | Noord                 | 6-3        | Meulema 2, Bonsema                                 | -                                                                  |
| .         | 3 juni 1934      | Hamburg, terrein Hamburger SV          | Noord-Duitsland   | Noord                 | 4-2        | Woltjes jr., Meulema                               | 19e semi-interland                                                 |
| 1939-1940 |                  |                                        |                   |                       |            |                                                    |                                                                    |
| .         | -                | -                                      | -                 | -                     | -          | -                                                  | geen wedstrijden gespeeld                                          |
| 1940-1941 |                  |                                        |                   |                       |            |                                                    |                                                                    |
| .         | -                | -                                      | -                 | -                     | -          | -                                                  | geen wedstrijden gespeeld                                          |
| 1941-1942 |                  |                                        |                   |                       |            |                                                    |                                                                    |
| .         | -                | -                                      | -                 | -                     | -          | -                                                  | geen wedstrijden gespeeld                                          |
| 1942-1943 |                  |                                        |                   |                       |            |                                                    |                                                                    |
| .         | 8 november 1942  | Groningen, terrein Be Quick            | Noord             | West                  | 2-4        | Chris Pals, Abe Lenstra                            | Districtswedstrijden                                               |
| .         | 28 maart 1943    | Leeuwarden, terrein VV Leeuwarden      | Noord             | Zuid                  | 1-6        | Abe Lenstra                                        | Districtswedstrijden                                               |
| .         | 6 juni 1943      | Deventer, terrein Go Ahead             | Oost              | Noord                 | 3-1        | Chris Pals                                         | Districtswedstrijden                                               |
| 1943-1944 |                  |                                        |                   |                       |            |                                                    |                                                                    |
| .         | 14 november 1943 | Groningen, terrein Be Quick            | Noord             | Oost                  | 2-2        | Abe Lenstra, Kamphuis                              | Districtswedstrijden                                               |
| .         | 20 maart 1944    | Eindhoven, terrein PSV                 | Zuid              | Noord                 | 3-3        | Van der Beek, Abe Lenstra, Blom sr.                | Districtswedstrijden                                               |
| .         | 21 mei 1944      | Sneek, terrein LSC                     | Noord             | West                  | 0-1        | -                                                  | Districtswedstrijden Tijdens deze wedstrijd vond een razzia plaats |
| 1944-1945 |                  |                                        |                   |                       |            |                                                    |                                                                    |
| .         | -                | -                                      | -                 | -                     | -          | -                                                  | geen wedstrijden gespeeld                                          |
| 1945-1946 |                  |                                        |                   |                       |            |                                                    |                                                                    |
| .         | -                | -                                      | -                 | -                     | -          | -                                                  | geen wedstrijden gespeeld                                          |
| 1946-1947 |                  |                                        |                   |                       |            |                                                    |                                                                    |
| .         | 20 mei 1947      | Groningen, terrein Be Quick            | Noord             | Nederlands Politie XI | 3-0        | André Roosenburg 2, Jan Ploegh                     | -                                                                  |
| 1947-1948 |                  |                                        |                   |                       |            |                                                    |                                                                    |
| .         | 5 november 1947  | Utrecht, terrein De Galgenwaard        | Utrechts XI       | Noord                 | 7-7        | Roosenburg 4, Van der Beek 3                       | -                                                                  |
| .         | 18 februari 1948 | Deventer, terrein Go Ahead             | Oost              | Noord                 | 5-1        | Roosenburg                                         | -                                                                  |
| .         | 17 april 1948    | Dordrecht, terrein D.F.C.              | Dordts XI         | Noord                 | 4-3        | Roosenburg 2, Hennie Rozema                        | -                                                                  |
| .         | 18 mei 1948      | Groningen, terrein Be Quick            | Noord             | Denemarken B          | 3-5        | Roosenburg, Cees Kammeijer, Klaas Lugthart         | eerste semi interland na de oorlog                                 |
| 1948-1949 |                  |                                        |                   |                       |            |                                                    |                                                                    |
| .         | 21 oktober 1948  | Utrecht, terrein De Galgenwaard        | Utrechts XI       | Noord                 | 7-3        | Pieters, Abe Lenstra 2                             | -                                                                  |
| .         | 7 november 1948  | Odense, terrein Odense BK              | Denemarken B      | Noord                 | 5-0        | -                                                  | -                                                                  |
| .         | 27 februari 1949 | Nijmegen, terrein NEC                  | Oost              | Noord                 | 2-0        | -                                                  | Districtswedstrijden                                               |
| .         | 6 juni 1949      | Warffum, terrein VV Warffum            | Noord             | Zwaluwen              | 4-1        | Lugthart, Gertie Bottinga, Santema, Huib Appel     | -                                                                  |
| .         | 11 juni 1949     | Assen, terrein Achilles                | Noord             | Zuid                  | 0-3        | -                                                  | -                                                                  |
| 1949-1950 |                  |                                        |                   |                       |            |                                                    |                                                                    |
| .         | 15 april 1950    | Breda, terrein NAC                     | Zuid              | Noord                 | 3-2        | Huib Appel, Marten Brandsma                        | -                                                                  |
| 1950-1951 |                  |                                        |                   |                       |            |                                                    |                                                                    |
| .         | 25 oktober 1950  | Utrecht, terrein De Galgenwaard        | Utrechts XI       | Noord                 | 2-3        | Lugthart 2, Santema                                | -                                                                  |
| .         | 25 april 1951    | Groningen, terrein Stadion Oosterpark  | Noord             | Utrechts XI           | 4-0        | Ydema (p), Kees van der Ley 2, Van der Werf        | -                                                                  |
| 1951-1952 |                  |                                        |                   |                       |            |                                                    |                                                                    |
| .         | 24 november 1951 | Groningen, terrein Stadion Oosterpark  | Noord             | Oost                  | 3-1        | Kris Walburg, Bennie Brugts 2                      | -                                                                  |
| .         | 9 december 1951  | Leeuwarden, terrein Cambuurstadion     | Noord             | Denemarken B          | 3-2        | Klaas Lugthart 2, Abe Lenstra                      | -                                                                  |
| .         | 7 mei 1952       | Apeldoorn, terrein Berg & Bos          | Oost              | Noord                 | 3-1        | Bennie Brugts                                      |                                                                    |
| .         | 13 mei 1952      | Groningen, terrein Be Quick            | Noord             | Leicester City        | 1-1        | Kris Walburg                                       | -                                                                  |
| 1952-1953 |                  |                                        |                   |                       |            |                                                    |                                                                    |
| .         | -                | -                                      | -                 | -                     | -          | -                                                  | geen wedstrijden gespeeld                                          |
| 1953-1954 |                  |                                        |                   |                       |            |                                                    |                                                                    |
| .         | 24 maart 1954    | Zwolle, terrein Gemeentelijk Sportpark | Oost              | Noord                 | 0-3        | Kees van der Ley 2, Pesman                         | -                                                                  |
| .         | 5 mei 1954       | Groningen, terrein Oosterpark Stadion  | Noord             | Leeds United          | 2-4        | Oekie Hoekema, Hampie Bakker                       | -                                                                  |
| .         | 26 mei 1954      | Osnabrück, terrein VfL Osnabrück       | Noord-Duitsland   | Noord                 | 3-1        | Kees van der Ley                                   |                                                                    |
| .         | 7 juni 1954      | Kolding, terrein Kolding IF            | Denemarken B      | Noord                 | 3-6        | Kees van der Ley 3, Oekie Hoekema 2, Hampie Bakker | -                                                                  |
| 1954-1955 |                  |                                        |                   |                       |            |                                                    |                                                                    |
| .         | -                | -                                      | -                 | -                     | -          | -                                                  | geen wedstrijden gespeeld                                          |
| 1955-1956 |                  |                                        |                   |                       |            |                                                    |                                                                    |
| .         | 7 maart 1956     | Groningen, terrein Stadion Oosterpark  | Noord             | voorl.Ned.Amateur XI  | 4-1        | Klaas van der Berg, Snip, Smit 2                   | -                                                                  |
| .         | 13 juni 1956     | Groningen, terrein Be Quick            | Noord             | Noord-Duitsland       | 4-2        | Klaas van der Berg 3, Tinus Bosselaar              | -                                                                  |
| 1956-1957 |                  |                                        |                   |                       |            |                                                    |                                                                    |
| .         | -                | -                                      | -                 | -                     | -          | -                                                  | geen wedstrijden gespeeld                                          |
| 1957-1958 |                  |                                        |                   |                       |            |                                                    |                                                                    |
| .         | 9 april 1958     | Hamburg, terrein Hamburger SV          | Noord-Duitsland   | Noord                 | 4-1        | Hofman                                             | -                                                                  |
| 1958-1959 |                  |                                        |                   |                       |            |                                                    |                                                                    |
| .         | -                | -                                      | -                 | -                     | -          | -                                                  | geen wedstrijden gespeeld                                          |
| 1959-1960 |                  |                                        |                   |                       |            |                                                    |                                                                    |
| .         | 20 april 1960    | Groningen, terrein Be Quick            | Noord             | Noord-Duitsland       | 3-3        | Kuiper, Rikkert La Crois, Verhagen                 | -                                                                  |
| 2019-2020 |                  |                                        |                   |                       |            |                                                    |                                                                    |
| .         | 15 juni 2019     | Emmen, stadion De Oude Meerdijk        | Noord             | Noord-Duitsland       | 3-4 (n.s.) | Jerman Wobbes, Anjo Willems, Jerman Wobbes         | -                                                                  |